# 호이하완

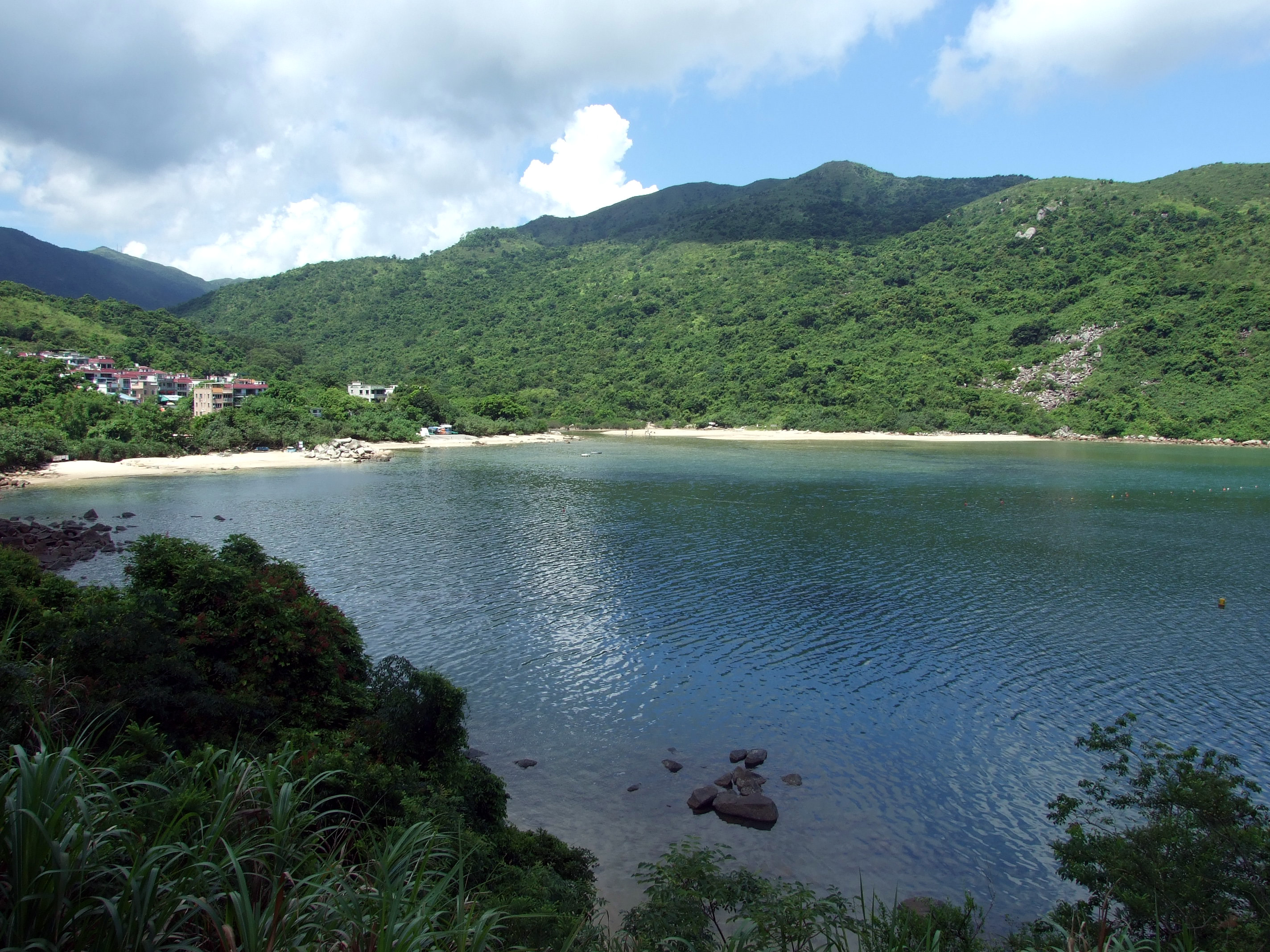
호이하완

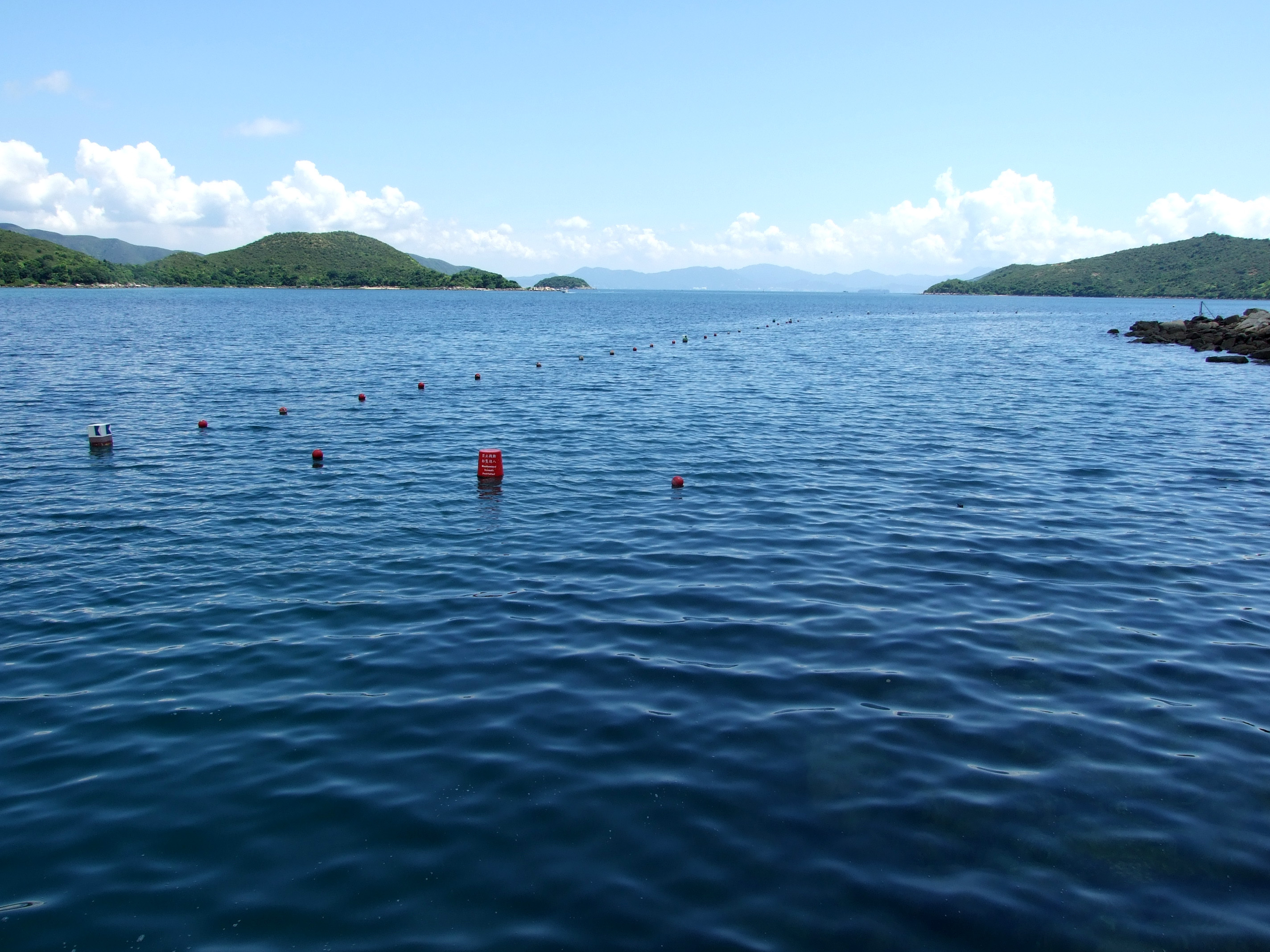
호이하완

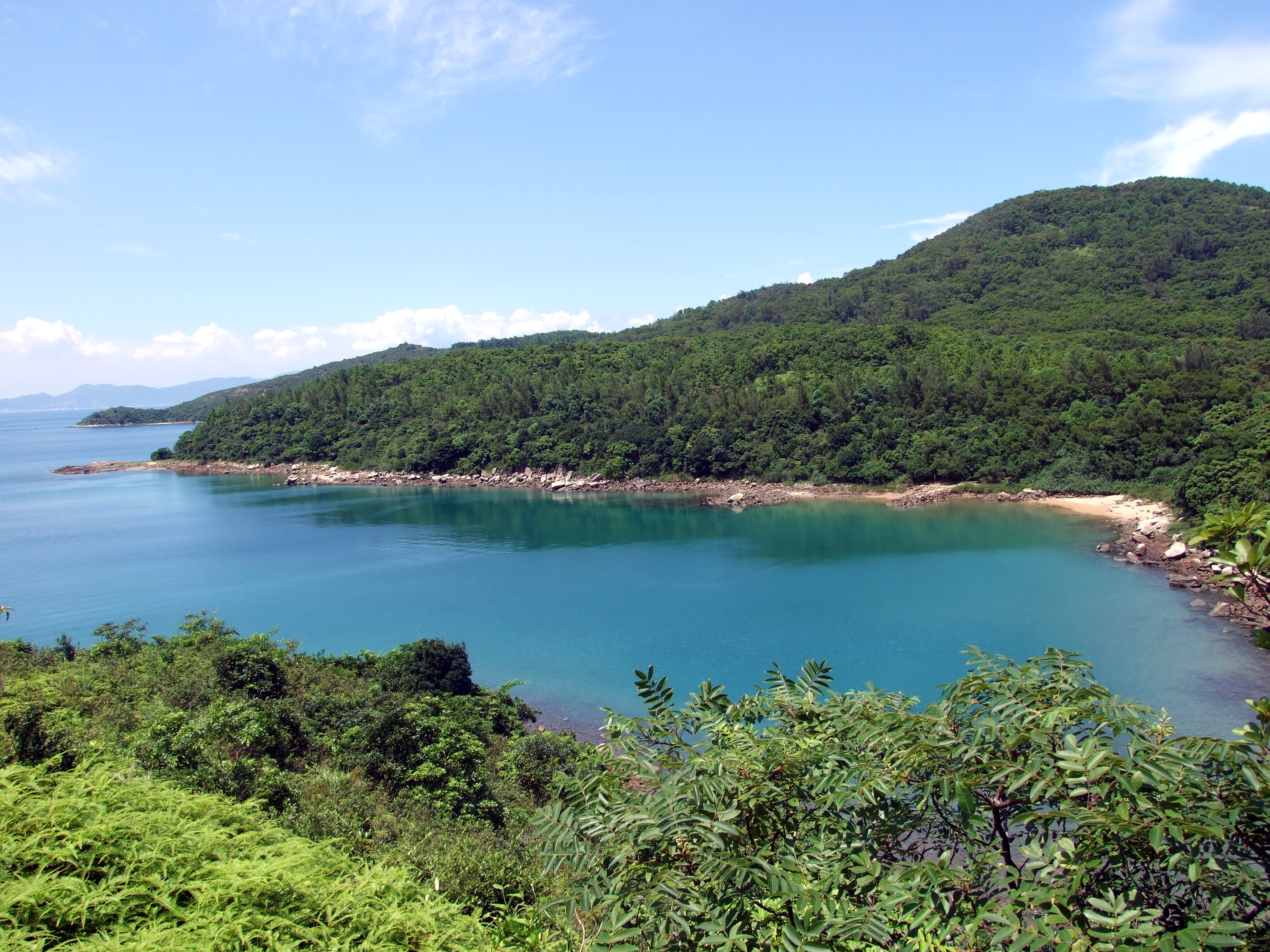
호이하완과 경계를 접하는 완차이반도

호이하완(Hoi Ha Wan, 海下灣)은 홍콩 신계 사이궁반도 북쪽에 있는 만으로 호이하완 해양공원의 일부에 해당하며 호이하완 가장 안쪽에는 호이하 마을이 있다.
호이하완은 물이 아주 깨끗해서 다양한 해양 생태계가 구축될 수 있었다. 다양한 종류의 산호, 집단적인 맹그로브가 있고 다이빙 명소이기도 하다. 환경보호를 위해 어업(특히 저인망 어업), 다이너마이트 혹은 사이안화물 같은 독성 물질들의 사용, 산호 채취 등이 금지되어 있다.